# Irenomys tarsalis
Irenomys tarsalis é uma espécie de roedor da família Cricetidae. É a única espécie do género Irenomys.
Pode ser encontrada nos seguintes países: Argentina e Chile.